# Baskíria Nemzeti Park
A Baskíria Nemzeti Park (baskírul: Башҡортостан милли паркы, orosz nyelven: Башкирия (национальный парк)) egy természetvédelmi oltalom alatt  álló nagy, összefüggő erdő a Déli-Urál területén, Oroszország Baskír Köztársaság tagállamában.

## Elhelyezkedése
A park fontos pufferterület a nyugati iparosodott síkságok, valamint a hegyvidék és a ritkán lakott Sulgan-Tas természetvédelmi terület között, ahol például a Kapova-barlang is található, és az Altyn-Solok (jelentése „Aranyos méhfa”) rezervátum között, melyek keletről és északról határolják.  
A Baskíria Nemzeti Park a Nugus folyó, a rajta kialakított víztározó és a Belaja folyó déli kanyarulata között helyezkedik el. A parkban mély folyóvölgyek és formakincsekben gazdag karsztfelszín található. A Kuperlja folyó felett átívelő természetes kőhíd a nemzeti park legismertebb látványossága. Közigazgatásilag a park a Baskír Köztársaság három járása (Meleuzi, Kurganyinszki és Burzjan) között található.

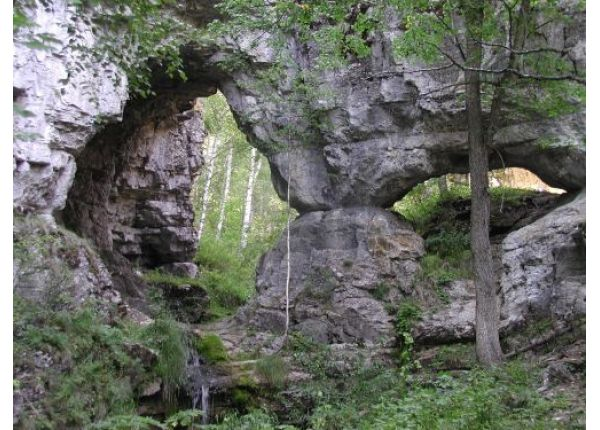
A Kuperlja-kőhíd karsztformája

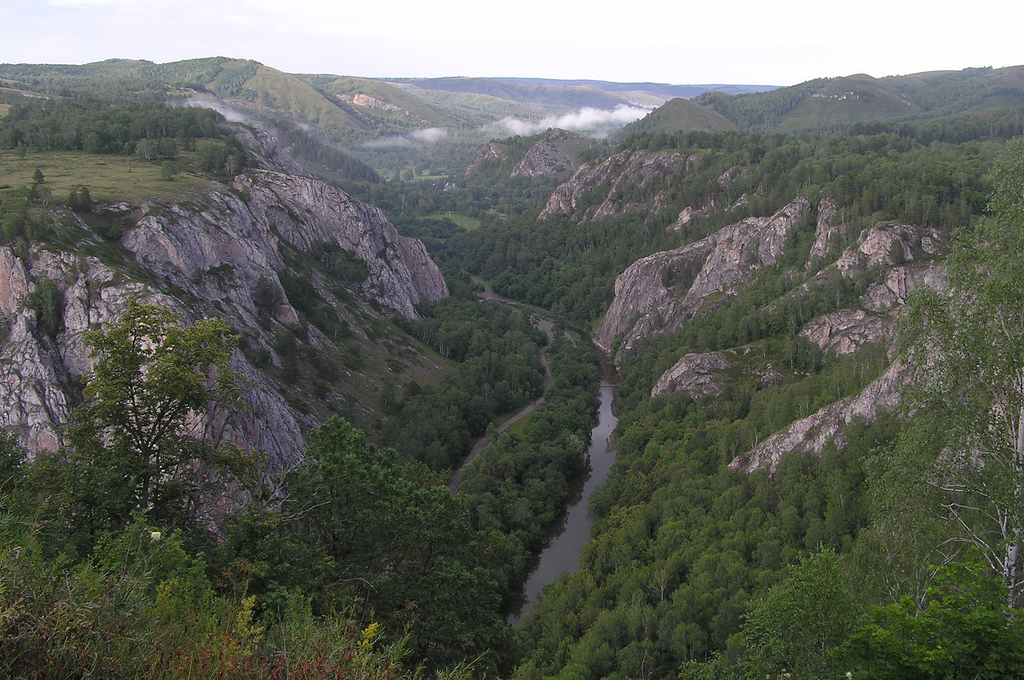
Mély folyóvölgy a nemzeti park területén

## Földrajza
A park a nyugati síkságtól kelet felé emelkedik a közepes magasságú karsztos mészkőhegység irányába. Az északi határa a Nugus folyó (jelentése a türk nyelveken: tiszta, világos) mentén húzódik, amely mély, erdős völgyeken folyik keresztül, melyeknek oldalain látványos mészkő formációkkal találkozhatunk. A 25 km2 területű Nugus-víztározónál a folyó nyugatra fordul, és arra jut ki a hegyekből. A tározó nyáron népszerű hely a helyiek számára; az iparváros Meleuz mindössze mintegy 30 kilométerre van nyugatra, így a Baskíria Nemzeti Park a kikapcsolódás fontos helyszíne, emellett ökológiai pufferként védi a tőle keletre fekvő további védett területeket. A déli határnál folyik a Belaja folyó, amely az Urál-hegység déli végét kerüli meg. A park területének több mint 92%-át erdők borítják. A park középső része viszonylag nehezen megközelíthető, így az idősebb és elpusztult fák a vadon élő állatoknak kitűnő élőhelyeket biztosítanak. A legszembetűnőbb felszínformák a különféle mészkő formációk: a kopár szirtek,a barlangok és földalatti folyók.   
A két nagy folyó hegyvidéki völgyeinek sziklafalai 150 méter magasak. A Kuperlja-kőhíd egy karsztformáció, amely 20 méterrel emelkedik a talaj fölé és mintegy 10 méter széles; ez egy egykori földalatti folyó maradványa, melynek barlangja beszakadt, de itt még megmaradt belőle valamennyi. A nemzeti parkban 30 ismert barlang található, 8,2 km-es járathosszal. Az egyik közeli barlang, a Sumgan-barlang az Urál legnagyobb barlangja, amelynek nagyobb és kisebb folyosói akár 10 km hosszúak is lehetnek és 126 méter mélységig terjednek. A barlang egy külön elkülönített terepen található, amelyet Kutuk-Sumgan néven („kutuk” - „vízkút”, „sumgan” - „elmerült”) hívnak.   

## A terület védelme
A terület 1986-ban lett az újonnan létrehozott Baskíria Nemzeti Park része. 1988-ban sikertelen volt a világörökségi pályázat, de 2012-ben az UNESCO nemzetközi védelmi státuszt adott a parknak és a környező védett területeknek, így a Baskír Urál Bioszféra-rezervátum több mint 345 000 hektárt tesz ki. (kb mint Vas megye).

## Fordítás
- Ez a szócikk részben vagy egészben  a   Bashkiriya National Park című angol Wikipédia-szócikk ezen változatának fordításán alapul.  Az eredeti cikk szerkesztőit annak laptörténete sorolja fel. Ez a jelzés csupán a megfogalmazás eredetét és a szerzői jogokat jelzi, nem szolgál a cikkben szereplő információk forrásmegjelöléseként.